# Kouch Sokumpheak
Kouch Sokumpheak (ur. 15 lutego 1987 w prowincji Kâmpóng Thum) – kambodżański piłkarz, grający na pozycji napastnika.

## Kariera piłkarska

### Kariera klubowa
Wychowanek Army Youth FC. W 2005 rozpoczął karierę piłkarską w Khemara Keila FC. W 2010 przeszedł do Phnom Penh Crown FC.

### Kariera reprezentacyjna
W 2006 debiutował w narodowej reprezentacji Kambodży. Łącznie rozegrał 26 meczów i strzelił 6 goli.

## Nagrody i odznaczenia

### Sukcesy klubowe
- mistrz Kambodży: 2005, 2006, 2011, 2014
- zdobywca Pucharu Hun Sen: 2007
- finalista Pucharu Prezydenta AFC: 2011
- półfinalista Pucharu Prezydenta AFC: 2006

### Sukcesy indywidualne
- król strzelców Pucharu Hun Sen: 2007, 2009, 2010